# THE IDOLM@STER MillionRADIO
『THE IDOLM@STER MillionRADIO』（アイドルマスター ミリオンラジオ！）は、2013年5月3日から毎週木曜日21時にニコニコチャンネルと連携した形でニコニコ生放送で配信されている、『アイドルマスター ミリオンライブ!』シリーズに関連したインターネットラジオ番組。パーソナリティは春日未来役の山崎はるか、最上静香役の田所あずさ、箱崎星梨花役の麻倉もも。3人を指して「ぴょんころもち」という愛称がある。略称は『ミリラジ』。
2013年4月26日にはパイロット版が配信された。

## 番組の特徴
- 開始時にテーマソングが流れると共に、3人によるタイトルコールが行われる。リスナーへの挨拶は「みりっほ〜！」、エンディングの挨拶は「みりおっつー！」。
- 他の「アイドルマスターシリーズ」のラジオ番組と同様に、リスナーを「プロデューサー」、ハンドルネームを「プロデューサーネーム」[4]と称している。
- コーナー開始前には、配信日の前後に誕生日を迎えるアイドルや声優などにお祝いの言葉が贈られる。誕生日への挨拶は「はっぴば〜す」。
- 本配信後には、ニコニコチャンネル会員向けにおまけ放送が配信される。おまけ放送では、3人による打ち上げトークが行われる。また、ニコニコチャンネルのブロマガでも、スタジオ風景や収録の裏側、レポート、インタビューなどを掲載している[5]。

## コーナー
ミリオンライブ！オーディオルーム
ミリオンライブ！に関係する楽曲を紹介するコーナー。『シアターデイズ』配信以降は追加予定の楽曲MVを先行公開する時もある。

ミリオンリサーチ
ニコニコ生放送のアンケート機能を用いてリスナーにパーソナリティの3人やゲストに対してどんなイメージを抱いているのか調査するコーナー。毎回テーマがあり、アンケートで1位になった人にはおまけ配信でご褒美スイーツが与えられる。

めざせ500万人ライブ！ 765プロライブ劇場!!
リスナーから出された出されたお題にパーソナリティの3人が挑戦し「765プロライブ劇場」の動員数を増やすというコーナー。お題ごとに動員数が設定されており、成功するとその分動員数が増加、失敗すると動員数が減少する。また、成功するとおまけ配信で全員にご褒美スイーツが与えられる。

ミリラジ劇場（シアター）
ミニドラマを披露するコーナー。

ミリオン シアターミッション！
番組冒頭で3つのミッションの中からどれに挑戦するのかリスナーによるアンケート投票で決め、そのミッションにパーソナリティの3人が挑戦するコーナー。番組の最後にリスナーに対して「番組全体を通してミッションをクリアできていたか」をアンケート投票で決める。ミッション成功ならおまけ配信で全員にご褒美スイーツが与えられる。

ミリラジTHE@TER ACTIVITIES!
くじでお題となるタイトルの上の句と下の句をそれぞれ引き、そのタイトルの映画をシアターのアイドル達で演じるとどんな話になるのか考え、リスナーの続きを見てみたいと思った割合が一定数を越えるとクリア。クリアするとご褒美スイーツがパーソナリティに与えられる。一定数はくじ引きの結果で毎回変わり、各シリーズの事務所名にちなんだ76.5、96.1、87.6、34.6、31.5のいずれかから決まる。

アイドルと僕のNext Prologue!
リスナーから毎回番組が指定するアイドルとプロデューサーとの"出会い方"をくじで決まったお題「Next Prologueワード」を使って考えて送ってもらうコーナー。ゲストがいる場合は基本当コーナーが優先される。

クイズLIVE THE@TER FORWARD!
答えが「太陽」「月」「星」のいずれかになるクイズをリスナーから募集し、パーソナリティが回答する。1人でも間違えると不正解となり、1つ間違える毎にご褒美スイーツが減っていく。

MILLIONLIVE THEATER DAYS!
『シアターデイズ』にちなみ、リスナーにミリオンスターズのメンバーのストーリーを考えて送ってもらうコーナー。毎回50人の中から2人が選ばれ、会話の中でのそれぞれの感情が指定される。感情に準じた会話を送ってもらう。

ころあずまってます係
メール募集のお知らせの「待ってま〜〜す」の部分の改変案を募るコーナー。

MILLION今週のお仕事！
メールで募集したお仕事（ライブ・イベント・アルバイト等なんでも可）とアイドルの属性(Pr/An/Fa)をくじで選び、それに応じたアイドルとプロデューサーの会話を募集する。

MILLION UNIT ON AIR!
お題となる「会話の冒頭台詞」から始まるユニットメンバーの会話を募集する。

MILLION MONTHLY WAVE OFFER
『MILLION THE@TER WAVE』に登場するユニットメンバーのお仕事中の会話を募るコーナー。月4-5回で、お仕事内容は週ごとに変化する。

MILLION Harmony 4 You
ミリシタ4周年楽曲の「Harmony 4 you」にちなんだ、リスナーとパーソナリティの3人でハーモニーを奏でていくコーナー。お題のシチュエーションにおいてアイドルが言いそうなセリフをリスナーから募集し、生配信で4つの中からパーソナリティのセリフなのかを回答し連続成功を目指す。3周連続成功すると番組からの特別報酬がある。

ミリラジ CURRICULU SPARKLE
ソロ楽曲CD集「THE IDOLM@STER MILLION LIVE! MASTER SPARKLE2」にちなんだコーナー。アイドルのセリフに対する、プロデューサーの受け答えの一言をリスナーから募集。本コーナーのアイドルのセリフはオリジナルキャストとなっている。

ミリラジ 夢にかけるRainbow
ミリシタ5周年楽曲の「夢にかけるRainbow」にちなんだ、765 MILLION ALLSTARS 全52人が七色の会話を繰り広げるトークコーナー。リスナーはテーマカラーとそれにちなんだアイドルの会話を募集する。

ミリラジ Rat A Tat!!! リアクション！
アニメ『アイドルマスター ミリオンライブ！』主題歌の「Rat A Tat!!!」にちなんだコーナー。MILLION STARS 全39人のアイドルのうち、毎回クジで決定した3人が楽屋に入る。楽屋にプロデューサー（声は中村源太）がドアを叩いて一言を言いつつ入り、それに対するアイドルたちの反応（リアクション）をリスナーに考えてもらう。

ミリラジ さんぶんのいち
番組テーマソングの「さんぶんのいち」にちなんだコーナー。第570回（2024年6月6日配信）までは「○○なアイドルと言えば？」という質問をリスナーから募集し、ニコニコ生放送のアンケート投票の結果を1/3にするコーナー。第571回（同年6月13日配信）からは後述の理由によりYouTube Liveでの代替配信となり、コーナータイトルも「ミリラジ さんぶんのいち YouTube Edition」として、事前にパーソナリティの3人に送信した「○○なアイドルと言えば？」という質問のメールから、1位から3位までを決め、その回答を残りの2人で考えて決める（YouTube チャットのライブアンケート機能での投票は行わない）。

ミリラジ 7Days A Week!!
ミリシタ7周年楽曲の「7Days A Week!!」にちなんだ、765 MILLION ALLSTARS 全52人の1週間を考えていくコーナー。「○○な1週間」という質問のメールから、アイドル全52人のカードから1枚引き、パーソナリティの3人が考える。

ミリラジ ROAD to てづくりのDREAM
2025年の番組を盛り上げていくために様々なプロモーションをしていくコーナー。パーソナリティの3人とリスナーが会議し、ニコニコ生放送のアンケート投票で決める。
ミリラジ 蝶々むすび！
ミリシタ8周年楽曲の「蝶々むすび」にちなんだ、765 MILLION ALLSTARS 全52人がインフィニティな会話を繰り広げるコーナー。

## ゲスト
- 中村繪里子（天海春香 役：第5回、第83回、第630回）
- 夏川椎菜（望月杏奈 役：第9回、第23回、第62回、第124回、第143回、第262回、第546回）
- 沼倉愛美（我那覇響 役：第10回、第588回）
- 伊藤美来（七尾百合子 役：第13回、第174回、第220回、第594回）
- 雨宮天（北沢志保 役：第14回、第23回、第94回、第151回、第328回）
- 郁原ゆう（エミリー スチュアート 役：第17回、第200回、第241回、第418回）
- 山口立花子（百瀬莉緒 役：第20回、第337回、第416回、第542回）
- Machico（伊吹翼 役：第22回、第94回、第124回、第142回、第154回、第200回、第235回、第351回、第513回、第537回）
- 長谷川明子（星井美希 役：第24回、第322回、第503回[注 3]）
- たかはし智秋（三浦あずさ 役：第27回）
- 近藤唯（篠宮可憐 役：第28回、第97回、第557回）
- 稲川英里（大神環 役：第32回、第206回）
- 大関英里（佐竹美奈子 役：第33回、第556回）
- 若林直美（秋月律子 役：第34回）
- 渡部優衣（横山奈緒 役：第35回、第57回、第85回、第263回、第498回）
- 村川梨衣（松田亜利沙 役：第36回）
- 原由実（四条貴音 役：第39回、第205回）
- 上田麗奈（高坂海美 役：第41回、第88回）
- 愛美（ジュリア 役：第42回、第186回、第526回）
- 藤井ゆきよ（所恵美 役：第42回、第62回、第85回、第124回、第148回、第200回、第499回）
- 戸田めぐみ（舞浜歩 役：第45回、第96回、第261回、第328回）
- 浅倉杏美（萩原雪歩 役：第47回、第322回、第613回）
- 渡部恵子（周防桃子 役：第49回、第179回、第196回、第198回、第258回、第288回、第349回、第543回）
- 髙橋ミナミ（馬場このみ 役：第53回、第153回、第230回[注 4]、第534回）
- 下田麻美（双海亜美・真美 役：第53回）
- 諏訪彩花（徳川まつり 役：第55回、第450回、第538回）
- 阿部里果（真壁瑞希 役：第56回、第153回、第207回、第256回、第262回、第527回）
- 種田梨沙（田中琴葉 役：第57回、第254回）
- 今井麻美（如月千早 役：第60回）
- 木戸衣吹（矢吹可奈 役：第72回、第142回、第450回）
- 平山笑美（北上麗花 役：第75回、第129回、第183回、第452回[注 5]）
- 田所あずさ（最上静香 役：第79回[注 6]）
- 桐谷蝶々（宮尾美也 役：第82回、第240回）
- 田村奈央 （木下ひなた 役：第89回、第151回、第590回）
- 原嶋あかり （中谷育 役：第90回、第143回、第187回、第453回[注 7]）
- 小岩井ことり（天空橋朋花 役：第98回、第192回、第541回）
- 駒形友梨（高山紗代子 役：第98回、第135回、第540回）
- 斉藤佑圭（永吉昴 役：第103回、第225回、第512回）
- 野村香菜子（二階堂千鶴 役：第132回、第198回）
- 小笠原早紀（野々原茜 役：第141回、第260回、第296回、第531回）
- 中村温姫（ロコ 役：第141回、第241回、第414回、第539回、第593回）
- 角元明日香（島原エレナ 役：第148回）
- 浜崎奈々（福田のり子 役：第150回）
- 末柄里恵（豊川風花 役：第165回、第226回）
- 平田宏美（菊地真 役：第198回、第502回）
- 香里有佐（桜守歌織 役：第216回、第235回、第555回[注 8]）
- 南早紀（白石紬 役：第216回、第256回、第415回、第544回、第577回[注 9]）
- 中村源太（アニメ『アイドルマスター ミリオンライブ！』プロデューサー 役：第528回、第547回）
- 釘宮理恵（水瀬伊織 役、第612回）

## 公開録音
THE IDOLM@STER MILLION RADIO SPECIAL PARTY 01 〜2013年はThank You!〜
2013年12月29日に東京都新宿区の新宿BLAZEで開催された。昼夜2公演。ゲストは昼の部が伊藤美来・木戸衣吹・雨宮天、夜の部が夏川椎菜・Machico・渡部優衣。昼の部は2014年1月3日、夜の部は1月4日にそれぞれニコニコ生放送にて配信された。

THE IDOLM@STER MILLION RADIO SPECIAL PARTY 02 〜Welcome!! 2015年〜
2014年12月27日に東京都新宿区の新宿BLAZEで開催された。昼夜2公演。ゲストは昼の部が阿部里果・上田麗奈・藤井ゆきよ、夜の部がMachico・村川梨衣・渡部恵子。昼の部は2015年1月1日、夜の部は1月2日にそれぞれニコニコ生放送にて配信された。

THE IDOLM@STER MILLION RADIO! SPECIAL PARTY 03 〜Dreaming! for the NEXT!〜
2016年11月20日に神奈川県川崎市の川崎市教育文化会館 大ホールで開催された。昼夜2公演。ゲストは昼の部が稲川英里・原嶋あかり・渡部恵子、夜の部が諏訪彩花・高橋未奈美・山口立花子。昼の部は2016年12月29日、夜の部は2017年1月5日にニコニコ生放送にて配信された。
THE IDOLM@STER MILLION RADIO! SPECIAL PARTY 04
2023年6月24日に東京都渋谷区の恵比寿ガーデンホールで開催された。昼夜2公演。ゲストは昼夜共通で香里有佐・南早紀・中村源太。昼夜の部とも2024年1月4日にニコニコ生放送にてトークパートのみ配信された。
THE IDOLM@STER MILLION RADIO! SPECIAL PARTY 05
2024年5月12日に千葉県松戸市の森のホール21で開催された。昼夜2公演。ゲストは昼夜共通で駒形友梨・末柄里恵・野村香菜子。昼の部は2025年1月2日にニコニコ生放送にてトークパートのみ配信された。
2025年3月26日にライブパートを含めたBlu-ray Discが発売された。
THE IDOLM@STER MILLION RADIO! SPECIAL PARTY 06
2025年6月15日に東京都立川市の立川ステージガーデンで開催された。昼夜2公演。ゲストは昼夜共通で原由実・Machico・夏川椎菜。昼夜の部とも開催当日にStreaming+にて有料チケット制での生配信が実施された。

### TGS出張版
ミリラジTGS出張版
2013年9月22日に千葉県千葉市の幕張メッセで開催された東京ゲームショウ内にて行われた。出演者は山崎はるか、田所あずさ、麻倉もも、夏川椎菜、雨宮天、伊藤美来、渡部優衣、藤井ゆきよ、郁原ゆう、坂上陽三（アイドルマスターシリーズ総合プロデューサー）。

ミリラジ出張版 in TGS2014
2014年9月20日に千葉県千葉市の幕張メッセで開催された東京ゲームショウ内にて行われた。出演者は山崎はるか、田所あずさ、麻倉もも、Machico、郁原ゆう、末柄里恵、諏訪彩花、夏川椎菜、平山笑美。

## テーマソング・ラジオCD
テーマソングはパーソナリティの3人がキャラクター名義で歌っており、番組の構成を務める伊福部崇が作詞を手掛けている。
- テーマソング「U・N・M・E・I ライブ」（2014年）
- THE IDOLM@STER MILLION RADIO! DJCD Vol.01（2015年）
- テーマソング「ターンオンタイム！」（2016年）
- テーマソング「ENDLESS TOUR」（2020年）
- テーマソング「SECOND LIVINGROOM」（2023年）
- テーマソング「さんぶんのいち」（2024年）
- テーマソング「Reward Sweets」（2025年）

## 関連番組

### ミリラジ まえのり!!
2016年9月29日から、4thライブ『THE IDOLM@STER MILLION LIVE! 4thLIVE TH@NK YOU for SMILE!!』直前の2017年3月9日まで、ミリオンラジオの前枠、毎週木曜20時30分からの30分枠に編成された特別番組。
番組は収録配信で、ミリオンライブに出演する36人のキャストが持ち回りでパーソナリティを務める。パーソナリティはそれぞれメンバーの名前やあだ名からユニット名をつけている。

#### コーナー（まえのり!!）
ミリラジまえのり劇場（シアター）
パーソナリティの3人が演じるアイドルによるミニドラマを披露するコーナー。

まえのりオーディオルーム！
ミリオンライブ！に関係する楽曲を紹介するコーナー。リスナーからのリクエスト曲の中からパーソナリティが選び、オンエアされる。

アイドルたちのば・あ・い！
プロデューサーの状況（お題）に対してアイドル達がどのような反応をするのかを想像し送ってもらうコーナー。

#### パーソナリティ
| 配信回 | パーソナリティ                                                                             | ユニット名         |
| ------ | ------------------------------------------------------------------------------------------ | ------------------ |
| 1・2   | 阿部里果（真壁瑞希 役）、諏訪彩花（徳川まつり 役）、藤井ゆきよ（所恵美 役）                | ゆきすべり         |
| 3・4   | 末柄里恵（豊川風花 役）、高橋未奈美（馬場このみ 役）、山口立花子（百瀬莉緒 役）            | ちくわみながら     |
| 5・6   | 原嶋あかり（中谷育 役）、稲川英里（大神環 役）、渡部恵子（周防桃子 役）                    | あかいなべ         |
| 7・8   | 小岩井ことり（天空橋朋花 役）、Machico（伊吹翼 役）、駒形友梨（高山紗代子 役）             | 恋小町             |
| 9・10  | 郁原ゆう（エミリー スチュアート 役）、田村奈央（木下ひなた 役）、麻倉もも（箱崎星梨花 役） | ももなおちゃ       |
| 11・12 | 夏川椎菜（望月杏奈 役）、浜崎奈々（福田のり子 役）、小笠原早紀（野々原茜 役）              | ななちゃんす       |
| 13・14 | 大関英里（佐竹美奈子 役）、近藤唯（篠宮可憐 役）、野村香菜子（二階堂千鶴 役）              | 大根の村           |
| 15・16 | 平山笑美（北上麗花 役）、愛美（ジュリア 役）、戸田めぐみ（舞浜歩 役）                      | あいぴーぷる       |
| 17・18 | 田所あずさ（最上静香 役）、斉藤佑圭（永吉昴 役）、桐谷蝶々（宮尾美也 役）                  | 超ゆかころころ     |
| 19・20 | 渡部優衣（横山奈緒 役）、上田麗奈（高坂海美 役）、角元明日香（島原エレナ 役）              | 格上だわな         |
| 21・22 | 木戸衣吹（矢吹可奈 役）、伊藤美来（七尾百合子 役）、雨宮天（北沢志保 役）                  | 不気味空           |
| 23・24 | 山崎はるか（春日未来 役）、村川梨衣（松田亜利沙 役）、中村温姫（ロコ 役）                  | パープルプリンセス |

### ミリラジ特番
『アイドルマスター ミリオンライブ！ シアターデイズ』に関連して、不定期に配信されていた特別番組。シアターデイズで結成されるユニットのメンバーたちが出演し、イベントの情報や楽曲MVなどを発表していた。2021年以降は配信されていないが、通常版および不定期で配信されるシアターデイズ関連特番にて発表している。
| 配信日         | 番組名                    | パーソナリティ                                                                                                 | ユニット名 関連イベント    |
| -------------- | ------------------------- | --- | -------------------------- |
| 2018年 1月18日 | ミリラジMIDNIGHT          | 小岩井ことり（天空橋朋花 役）、藤井ゆきよ（所恵美 役）、野村香菜子（二階堂千鶴 役）、山口立花子（百瀬莉緒 役） | 夜想令嬢 -GRAC&E NOCTURNE- |
| 3月18日        | 魔法少女ミリラジ          | 原嶋あかり（中谷育 役）、伊藤美来（七尾百合子 役）、村川梨衣（松田亜利沙 役）                                  | トゥインクルリズム         |
| 5月17日        | ミリラジ GORGEOUS         | 香里有佐（桜守歌織 役）、末柄里恵（豊川風花 役）、平山笑美（北上麗花 役）、高橋未奈美（馬場このみ 役）         | 4 Luxury                   |
| 9月20日        | 喫茶ミリラジ              | 香里有佐（桜守歌織 役）、田所あずさ（最上静香 役）、夏川椎菜（望月杏奈 役）                                    | TB「三姉妹カフェ」         |
| 2019年 4月25日 | ミリラジ Angel STATION    | 麻倉もも、Machico（伊吹翼 役）、角元明日香（島原エレナ 役）、香里有佐（桜守歌織 役）                           | エンジェルスターズ         |
| 5月16日        | ミリラジ Princess STATION | 渡部優衣（横山奈緒 役）、郁原ゆう（エミリー スチュアート 役）、伊藤美来、山崎はるか（春日未来 役）             | プリンセススターズ         |
| 6月27日        | ミリラジ Fairy STATION    | 田所あずさ、斉藤佑圭（永吉昴 役）、南早紀（白石紬 役)、山口立花子                                              | フェアリースターズ         |
| 10月17日       | 近未来ミリラジ            | 今井麻美（如月千早 役）、郁原ゆう                                                                              | TC「近未来アウトサイダー」 |
| 2020年 5月14日 | ミリラジミラクル          | 角元明日香、戸田めぐみ（舞浜歩 役）、浜崎奈々（福田のり子 役）                                                 | miraclesonic☆expassion     |
| 6月11日        | 花のミリラジ              | 近藤唯（篠宮可憐 役）、麻倉もも、田村奈央（木下ひなた 役）、桐谷蝶々（宮尾美也 役）                            | Fleuranges                 |
| 7月16日        | ミリラジのきらめき        | 香里有佐、諏訪彩花（徳川まつり 役）、種田梨沙（田中琴葉 役）                                                   | オペラセリア・煌輝座       |
| 8月13日        | ミリラジブルー            | 仁後真耶子（高槻やよい 役）、中村繪里子（天海春香 役）、沼倉愛美（我那覇響 役）                                | ダイヤモンドダイバー◇      |

### その他の関連番組
ミリシタ8周年直前！偶然？必然？ミリシタ&ミリラジ“U・N・M・E・I”生配信！
2025年5月29日19時から配信された特別番組。ニコニコ生放送・YouTube Live・X Liveにて配信。出演は山崎はるか、麻倉もも、小岩井ことり。
同日21時からは映像付き特別版として配信。パーソナリティは通常版と同様で山崎はるか、田所あずさ、麻倉もも。
両番組とも未来研スタジオから生配信。

## 備考
- 通常は生配信だが年末年始などは収録[注 10]として配信される事がある。
- 2020年については、2019新型コロナウイルスの感染拡大防止の推進及び改正・新型インフルエンザ等対策特別措置法に基づく緊急事態宣言の発令により、4月9日は配信自体が休止となり[20]、第355回（4月16日配信）よりリモート収録されたものの配信となった[21]。それに伴い、第355回から第358回（5月7日配信）までの間はおまけ放送が休止され[22]、第359回（5月14日配信）よりおまけ放送もリモート収録で行われた[23]。また、ニコニコチャンネル会員向けに期間限定で過去回アーカイブの一部が公開された[24]。第367回（7月9日配信）より通常のスタジオからの生配信形式として再開された。
- 2024年6月8日から受けたニコニコサービスへのサイバー攻撃の影響に伴うニコニコサービス全体の大規模メンテナンス実施により[25]、ニコニコ生放送およびニコニコチャンネルが利用不能となったため、第571回（6月13日配信）より配信媒体がランティス公式YouTubeチャンネルでの代替配信に変更された[26]（アーカイブ期間は1週間）。なお、この代替配信ではおまけ放送も含めて全編配信され、本来のニコニコチャンネル会員向けの有料パートも無料で配信されていた[27]。第580回（8月15日配信）をもってYouTubeでの代替配信を終え、ニコニコチャンネルサービス再開後の第581回（8月22日配信）よりニコニコ生放送での配信に戻った[28][29]。また、期間中にYouTubeにて配信された、おまけ放送を含めたアーカイブがニコニコチャンネルにて会員向けに期間限定で公開された[30]。
- 第586回（2024年9月26日配信）にて、山崎が産前産後休業に入ることを発表[31]。それに伴い、山崎が休演していた第587回（10月3日配信）から第591回（10月31日配信）までの間は田所と麻倉のみで番組を進行した[32]（回によってはゲストも出演した）。山崎は第592回（11月7日配信）より復帰した[33]。